# Ущерб
Уще́рб (рос. Ущерб) — присілок у складі Томського району Томської області, Росія. Входить до складу Октябрського сільського поселення.

## Населення
Населення — 25 осіб (2010; 23 у 2002).
Національний склад (станом на 2002 рік):
- росіяни — 83 %